# Herbert Sobel
Herbert M. Sobel Sr. (* 26. Januar 1912 in Chicago, Illinois; † 30. September 1987 in Waukegan, Illinois) war ein amerikanischer Offizier der Easy Company im 2. Bataillon des 506th Parachute Infantry Regiment in der 101st Airborne Division während des Zweiten Weltkriegs. Sobel wurde in der HBO-Miniserie Band of Brothers von David Schwimmer dargestellt.

## Leben
Sobel stammt aus einer jüdischen Familie, seine Kindheit verbrachte er in Chicago. Nachdem er die Culver Military Academy in Indiana besucht und in einem Bekleidungsgeschäft gearbeitet hatte, absolvierte Sobel die Universität von Illinois mit Schwerpunkt Architektur.
Am 7. März 1941 trat Sobel in die Armee ein und meldete sich freiwillig zu den Fallschirmjägern, wo er zum Second Lieutenant aufstieg. Zum First Lieutenant befördert, befehligte er die Easy Kompanie während ihrer gesamten Grundausbildung in Camp Toccoa, einem 1940 errichteten Trainingscamp für Fallschirmjäger in Toccoa, Georgia. Sobel forcierte intensive, zeitweilig tyrannische Ausbildungsmethoden und eine strikte militärische Disziplin, weswegen er von seinen Soldaten als kleinlich und rachsüchtig verachtet wurde. Von den 500 freiwillig gemeldeten Offizieren beendeten nur 148 den Kurs; von 5.300 Soldaten bestanden 1.800 die Grundausbildung. Als Anerkennung für seine Fähigkeiten wurde Sobel zum Captain befördert.
Nach der Verlegung der 101. US-Luftlandedivision ins Vereinigten Königreich weigerten sich einige Unteroffiziere der Kompanie, mit Sobel gemeinsam verlegt zu werden und erreichten eine Versetzung in andere Regimenter. Dies hatte zur Folge, dass Sobel unmittelbar vor der Invasion in der Normandie durch First Lieutenant Thomas Meehan und weitere Offiziere ersetzt wurde; später auch durch Richard Winters, der diese Aktion eine Meuterei nannte. Sobel übernahm daraufhin das Kommando der United States Army Airborne School in Chilton Foliat im englischen Wiltshire.
Während der Invasion sprang Sobel über der Normandie ab und erhielt als Mitglied des Regimentsstab das Combat Infantryman Badge. Anschließend nahm er an der Belagerung von Bastogne und an der Besetzung Deutschlands teil. Zu diesem Zeitpunkt traf er erneut auf Winters, der zwischenzeitlich wie Sobel im Rang eines Captains diente. Am 8. März 1945 erfolgte seine Ernennung zum Stabsoffizier für Logistik.
Nach dem Ende des Zweiten Weltkriegs kehrte Sobel in die USA zurück, wo er am 18. März 1946 ehrenhaft aus der Armee entlassen wurde und fortan als Buchhalter im Zivilbereich arbeitete. Der Ausbruch des Koreakriegs im Jahr 1950 rief Sobel in den aktiven Militärdienst zurück. Nach Kriegsende 1953 verblieb er in der Nationalgarde der Vereinigten Staaten und schied im Rang eines Lieutenant Colonel 1960 aus dem Dienst. Er heiratete und hatte drei Kinder.
1970 schoss sich Sobel bei einem Selbstmordversuch mit einer Kleinkaliberpistole in den Kopf. Die Kugel durchschlug seinen Kopf, durchtrennte seine Sehnerven und ließ ihn erblinden. Bald darauf bezog er eine betreute Wohneinrichtung des Kriegsveteranenministeriums in Waukegan, Illinois. Dort starb Herbert M. Sobel Sr. am 30. September 1987 an Unterernährung.

## Auszeichnungen
Parachutist Badge (Fallschirmspringerabzeichen)
  American Defense Service Medal (1941)
  Bronze Star (1944)
  Combat Infantryman Badge (1944)
  American Campaign Medal
  European-African-Middle Eastern Campaign Medal (1944)
  World War II Victory Medal (1946)
  National Defense Service Medal (1950)